# OpenPGP card
In crittografia, una scheda OpenPGP (in inglese OpenPGP card) è una smart card compatibile con lo standard ISO/IEC 7816-4 e 7816-8 che integra molte funzioni OpenPGP. Con questa smart card è possibile eseguire varie attività crittografiche, come ad esempio cifratura, decifrazione, apposizione della firma digitale e sua verifica, autenticazione, ecc. Permette la conservazione sicura delle proprie chiavi segrete ed è possibile, in qualsiasi momento, caricare sulla scheda nuove coppie di chiavi, sovrascrivendo quelle esistenti. Tutte le versioni del protocollo stabiliscono che "le chiavi private e le password presenti sulla scheda non devono poter essere lette con nessun comando o funzione".
La prima scheda OpenPGP è stata costruita su BasicCard OS ed è ancora acquistabile. Sono state realizzate diverse implementazioni JavaCard, tra loro compatibili, del protocollo di interfaccia della scheda OpenPG e sono disponibili come software open source. Possono essere installate su smart card JavaCard generiche, comprese le schede compatibili con NFC. Nitrokey e Yubico forniscono token USB che implementano lo stesso protocollo tramite l'emulazione di smart card.
Il demone delle smart card, in combinazione con i lettori di smart card supportati, come implementato in GnuPG, può essere utilizzato per molte applicazioni crittografiche. Con gpg-agent in GnuPG 2, un'implementazione di ssh-agent che utilizza GnuPG, una scheda OpenPGP può essere utilizzata anche per l'autenticazione SSH.

## Identificativi (ID) dei costruttori

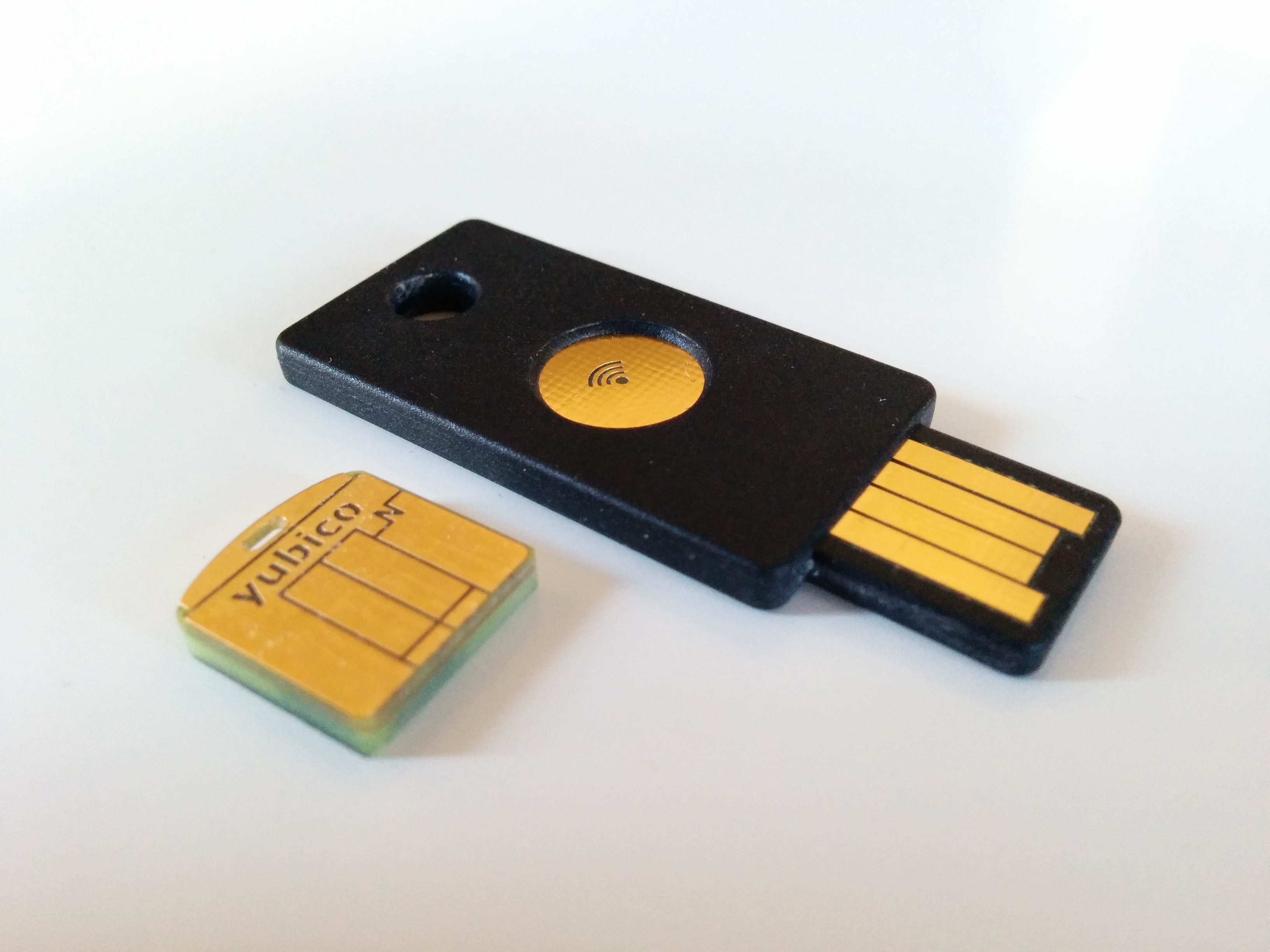
I dispositivi USB Yubico implementano una scheda OpenPGP e gli algoritmi crittografici HOTP.

Una scheda OpenPGP viene identificata da un numero di serie univoco così da consentire al software di richiederla in modo preciso. I numeri di serie sono assegnati in base ai costruttori, registrati presso la FSFE.
Gli identificativi dei costruttori che sono stati assegnati sono:
| ID           | Nome                              | Data di assegnazione | Commento                                                              |
| ------------ | --------------------------------- | -------------------- | --------------------------------------------------------------------- |
| 0x0000       | Testcard                          | Specifica            | Riservato per scopi di test.                                          |
| 0x0001       | PPC Card Systems                  | Specifica            |                                                                       |
| 0x0002       | Prism Payment Technologies        | 2005-09-02           |                                                                       |
| 0x0003       | OpenFortress Digital signatures   | 2006-03-10           |                                                                       |
| 0x0004       | Wewid AB                          | 2008-01-26           |                                                                       |
| 0x0005       | ZeitControl cardsystems GmbH      | 2009-06-02           |                                                                       |
| 0x0006       | Yubico AB                         | 2012-11-15           |                                                                       |
| 0x0007       | OpenKMS                           | 2014-01-20           |                                                                       |
| 0x0008       | LogoEmail                         | 2014-11-03           |                                                                       |
| 0x0009       | Fidesmo AB                        | 2015-10-21           |                                                                       |
| 0x000A       | Dangerous Things                  | 2016-03-12           |                                                                       |
| 0x000B       | Feitian Technologies              | 2020-01-20           |                                                                       |
| 0x002A       | Magrathea                         | 2009-05-25           |                                                                       |
| 0x0042       | GnuPG e.V.                        | 2017-11-01           |                                                                       |
| 0x1337       | Warsaw Hackerspace                | 2014-12-08           |                                                                       |
| 0x2342       | warpzone e.V.                     | 2016-04-25           |                                                                       |
| 0x4354       | Confidential Technologies         | 2018-10-04           |                                                                       |
| 0x5443       | TIF-IT e.V.                       | <= 2020-01-28        |                                                                       |
| 0x63AF       | Trustica s.r.o                    | 2018-04-05           |                                                                       |
| 0xBA53       | c-base e.V.                       | 2020-03-03           |                                                                       |
| 0xBD0E       | Paranoidlabs                      | 2018-02-01           |                                                                       |
| 0xF1D0       | CanoKeys                          | 2021-11-04           |                                                                       |
| 0xF517       | Free Software Initiative of Japan | 2010-09-06           |                                                                       |
| 0xF5EC       | F-Secure                          | 2020-02-21           |                                                                       |
| 0xFF00..FFFE | Random                            | Specifica            | Intervallo riservato per i numeri di serie assegnati in modo casuale. |
| 0xFFFF       | Testcard                          | Specifica            | Riservato per scopi di test.                                          |